# Canthigaster rostrata

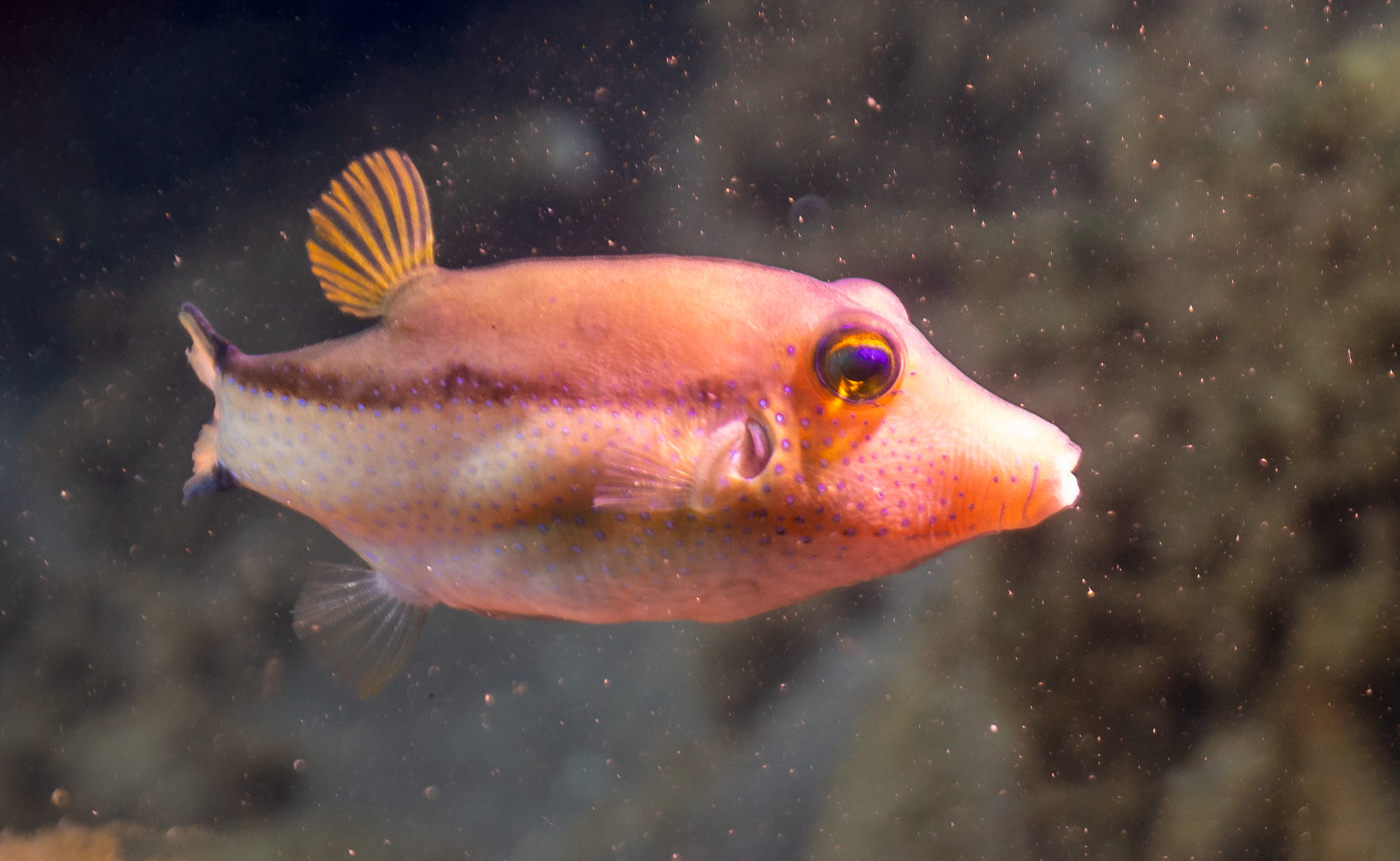
Ejemplar en Madeira, Portugal.

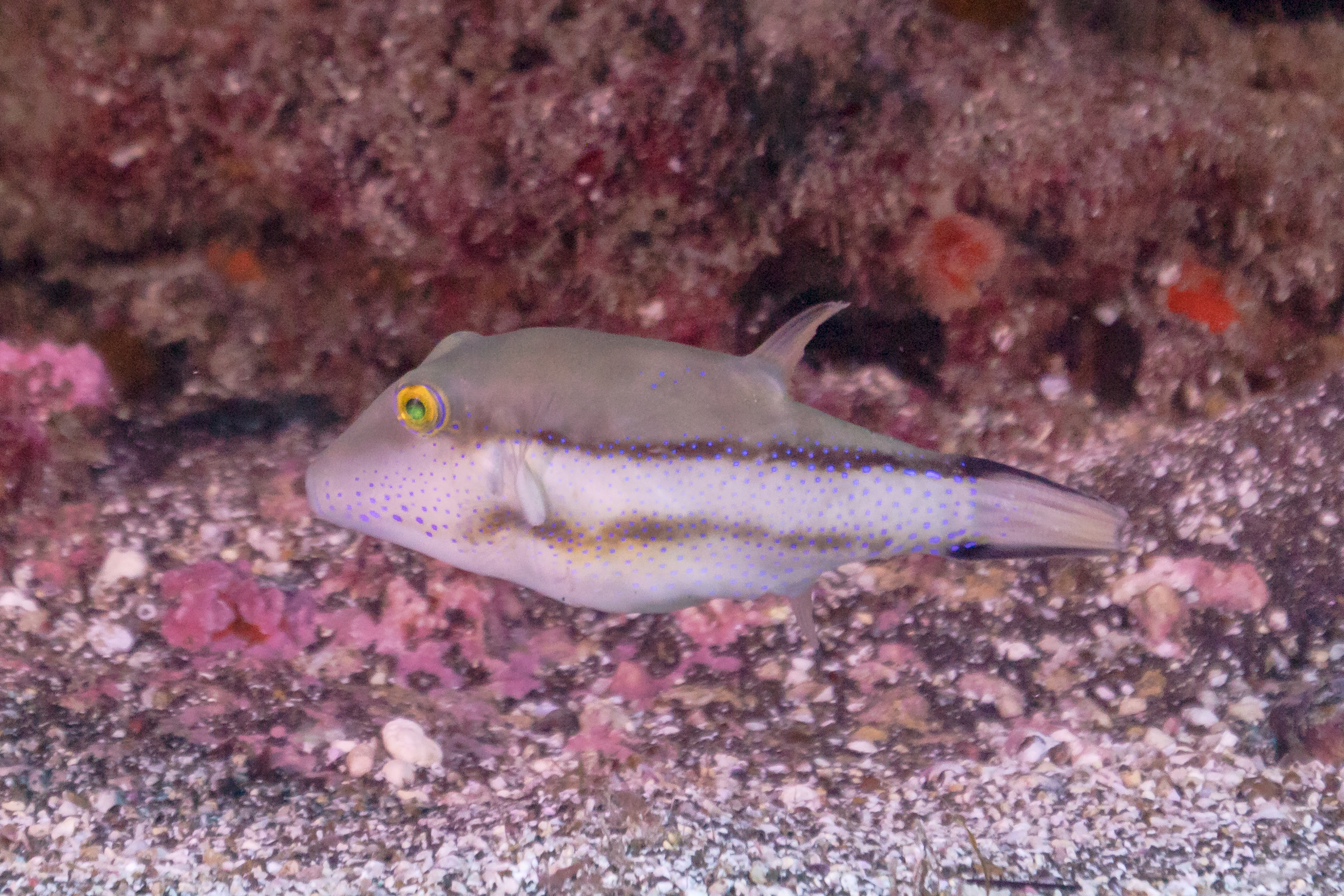
Ejemplar en las costas de Tenerife (España), océano Atlántico.

Canthigaster rostrata es una especie de peces de la familia Tetraodontidae en el orden de los Tetraodontiformes.

## Morfología
Los machos pueden llegar alcanzar los 12 cm de longitud total.

## Reproducción
Es  monógamo.

## Alimentación
Este se alimenta de  esponjas de mar, cangrejos y otros crustáceos, moluscos, poliquetos,  erizos de mar y algas.

## Depredadores
Es depredado por  Sphyraena barracuda y nueces stolidus .

## Hábitat
Es un pez de mar de clima tropical y asociado a los  arrecifes de coral que vive entre 1-40 m de profundidad.

## Distribución geográfica
Se encuentra en el Atlántico occidental central: desde Carolina del Sur (Estados Unidos) y Bermuda hasta Tobago y Pequeñas Antillas.

## Observaciones
Es inofensivo para los humanos.